# Raoul Servais

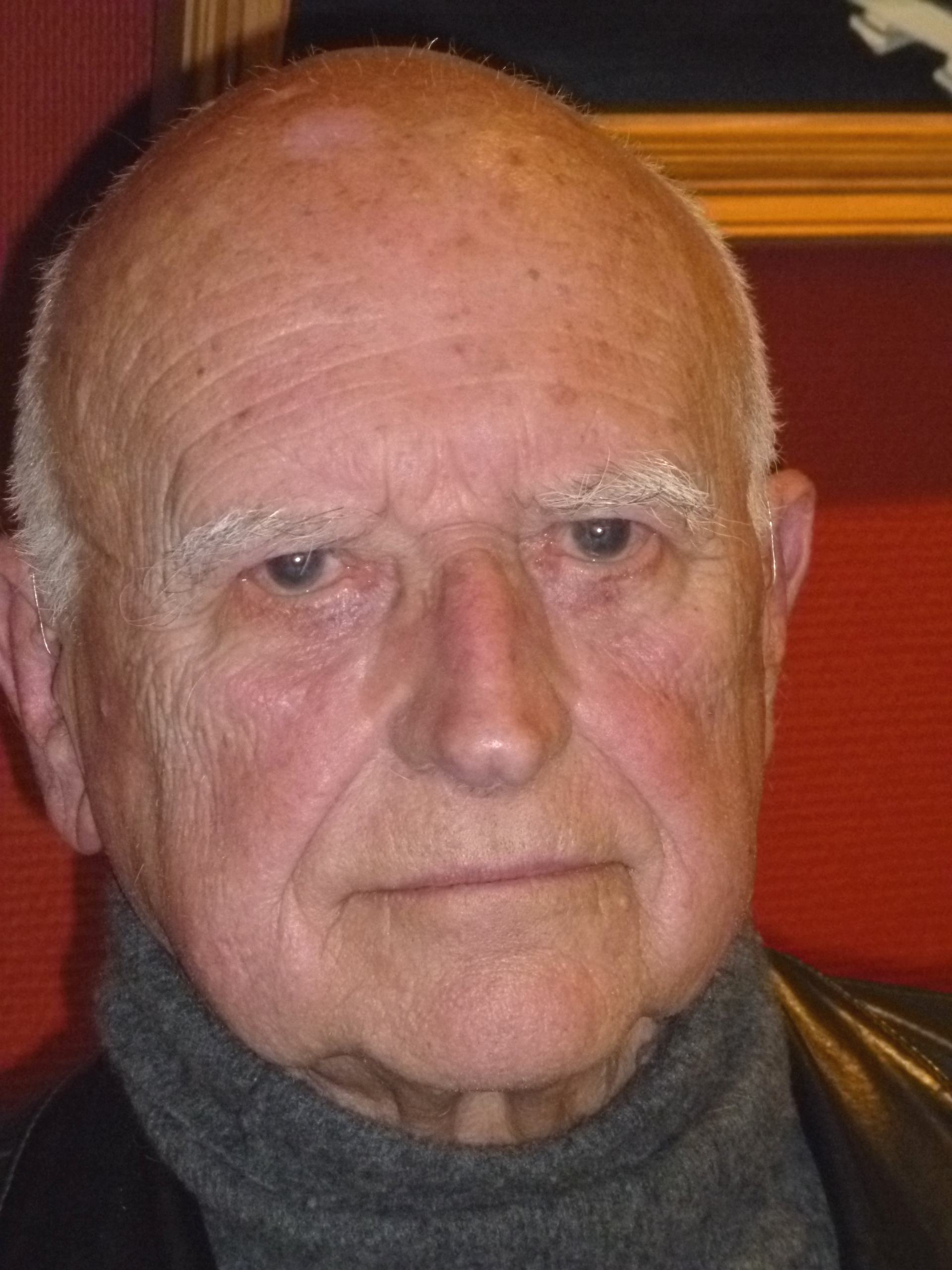
Raoul Servais (2014)

Raoul Servais   (Oostende, 1 de maig de 1928 - Leffinge, 17 de març de 2023) fou un director de cinema d'animació.

## Biografia
Era fill del propietari d'una botiga de porcellanes que projectava setmanalment curts, pel·lícules i treballs de animació en cintes de 9,5 mm per a tota la família. Va assistir a classes primàries a l'escola municipal d'Albert a Ostende del 1934 al 1939. Després va fer classes secundàries al Royal Athenaeum d'Ostende. Va estudiar a la Reial Acadèmia de Belles Arts (KASK) de Gant i va començar el cinema d'animació als anys cinquanta.
Va ser fundador, el 1963, de la secció "Animació" a la Reial Acadèmia de Belles Arts de Gant. Va treballar en barreges d'éssers reals amb dibuix, cosa que li va valer una Palma d'Or amb Harpya el 1979. François Schuiten va participar com a dissenyador en el seu primer llargmetratge Taxandria.
Servais va ser guardonat amb el Premi a tota la carrera al Festival Mundial de Cinema d'Animació - Animafest Zagreb el 2016.

## Filmografia
- 1960: Havenlichten, 10 minuts[4][5]
- 1963: De Valse Noot, 10 minuts

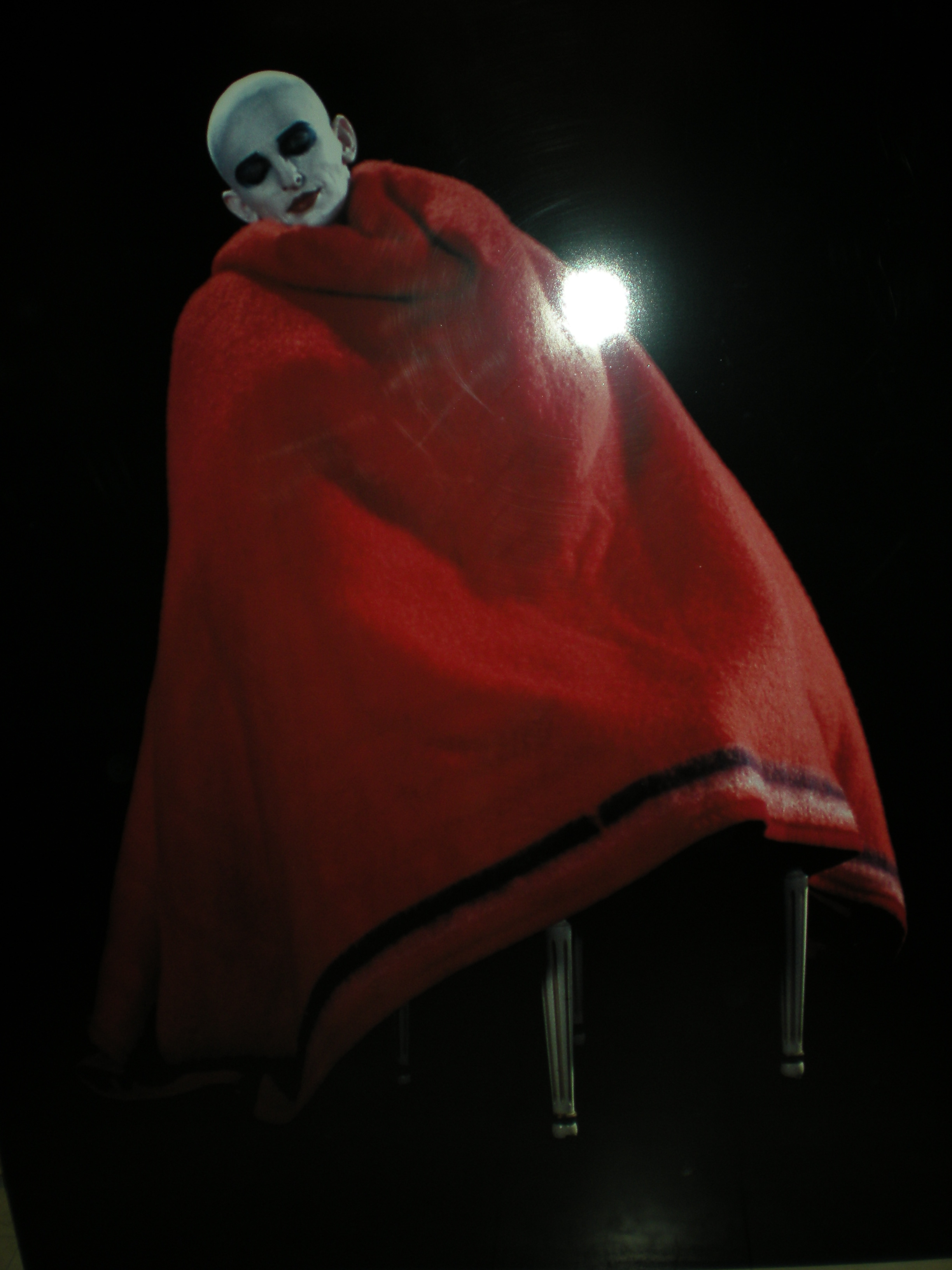
Maqueta de la dona-ocell Harpya.

- 1965: Omleiding November, 13 minuts
- 1965: Chromophobia, 16 minuts
- 1968: Sirène, 10 minuts
- 1969: Goldframe, 4|10 minuts
- 1970: To Speak or Not to Speak, 11 minuts
- 1971: Opération X-70, 9,30 minuts
- 1973: Pégasus, 8,30 minuts
- 1976: Het Lied van Halewyn, 12 minuts
- 1979: Harpya, 8,30 minuts, Palma d'Or al millor curtmetratge al 32è Festival Internacional de Cinema de Canes[6]
- 1994: Taxandria, 90 minuts (Diploma de Mèrit al 4t Festival de Cinema d'Animació de Kecskemét[7]
- 1997: Nachtvlinders, 8 minuts
- 2001: Atraksion, 10 minuts
- 2004: Jours d'hiver (participació en un llargmetratge col·lectiu japonès)
- 2015 : Tank, 6 min